# Osdorper Ban

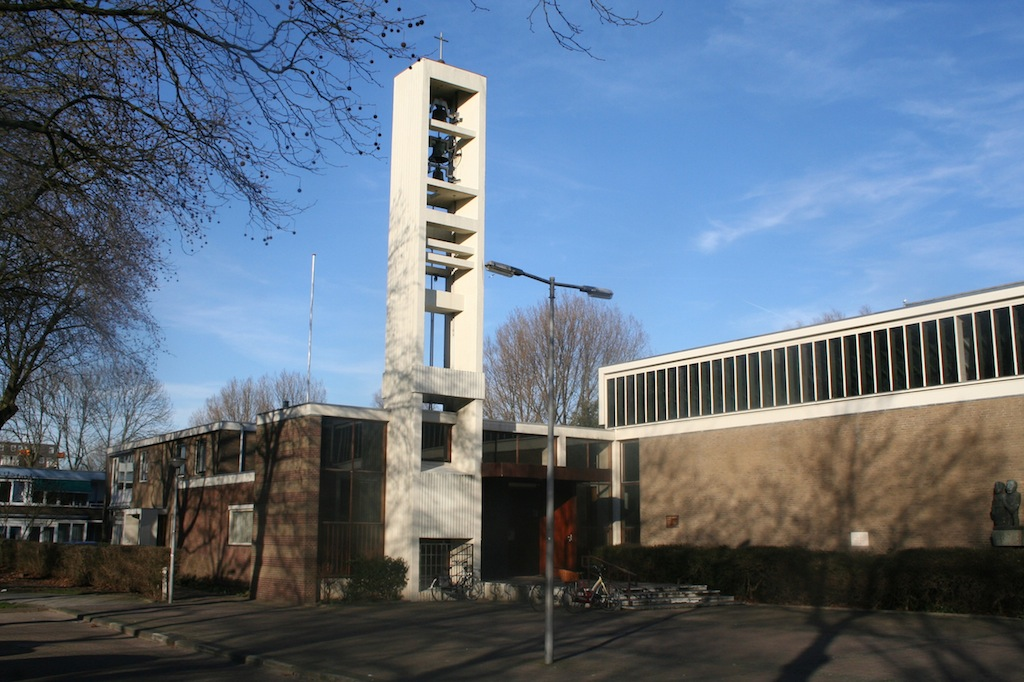
De Lucaskerk in 2008

De Osdorper Ban, vaak als één woord geschreven: Osdorperban, is een doorgaande straat in de Amsterdamse wijk Osdorp. De naam van de straat werd op 15 januari 1958 door een gemeenteraadsbesluit bepaald. De straat is vernoemd naar de buurtschap Osdorp en de naam kwam al voor in de voormalige gemeente Sloten (op 1 januari 1921 bij Amsterdam ingelijfd).
De straat loopt van oost naar west en begint bij de straat Meer en Vaart (bij de Geer Ban) en loopt in westelijke richting met aan het einde een bocht naar rechts en komt bij Westgaarde uit op de Ookmeerweg. Verder kruist de straat de Baden Powellweg.
Aan het begin van de straat (links), op de hoek met Meer en Vaart is een politiebureau. Verderop zijn vanaf de Notweg tot voorbij Hoekenes, aan de noordzijde (rechts) een groot aantal winkels en dergelijke, samen met het aangrenzende deel van Hoekenes vormt dit een buurt-winkelcentrum.  Vervolgens gaat de straat over de Hoekenesgracht (met brug nummer 757), daarna ligt rechts de Lucaskerk, op de hoek van de Reimerswaalstraat.
De Osdorper Ban "kruist" met een rotonde de Baden Powellweg. Hierna loopt de straat door de buurt De Punt (Osdorp). Na een bocht naar rechts eindigt de straat op de Ookmeerweg. De toegangsweg van het "Herdenkingspark" Westgaarde (uitvaartcentrum, begraafplaats en crematorium) ligt in het verlengde van de Osdorper Ban.
Buslijn 63 van het Amsterdamse GVB rijdt door de straat.
Tegenover de Reimerswaalstraat staat in de berm het beeld Totempaal van Aart Rietbroek.
Bij de hoek met de Ingelandenweg hangt een reliëf van een roos van Lies Maes tegen een blinde gevel.

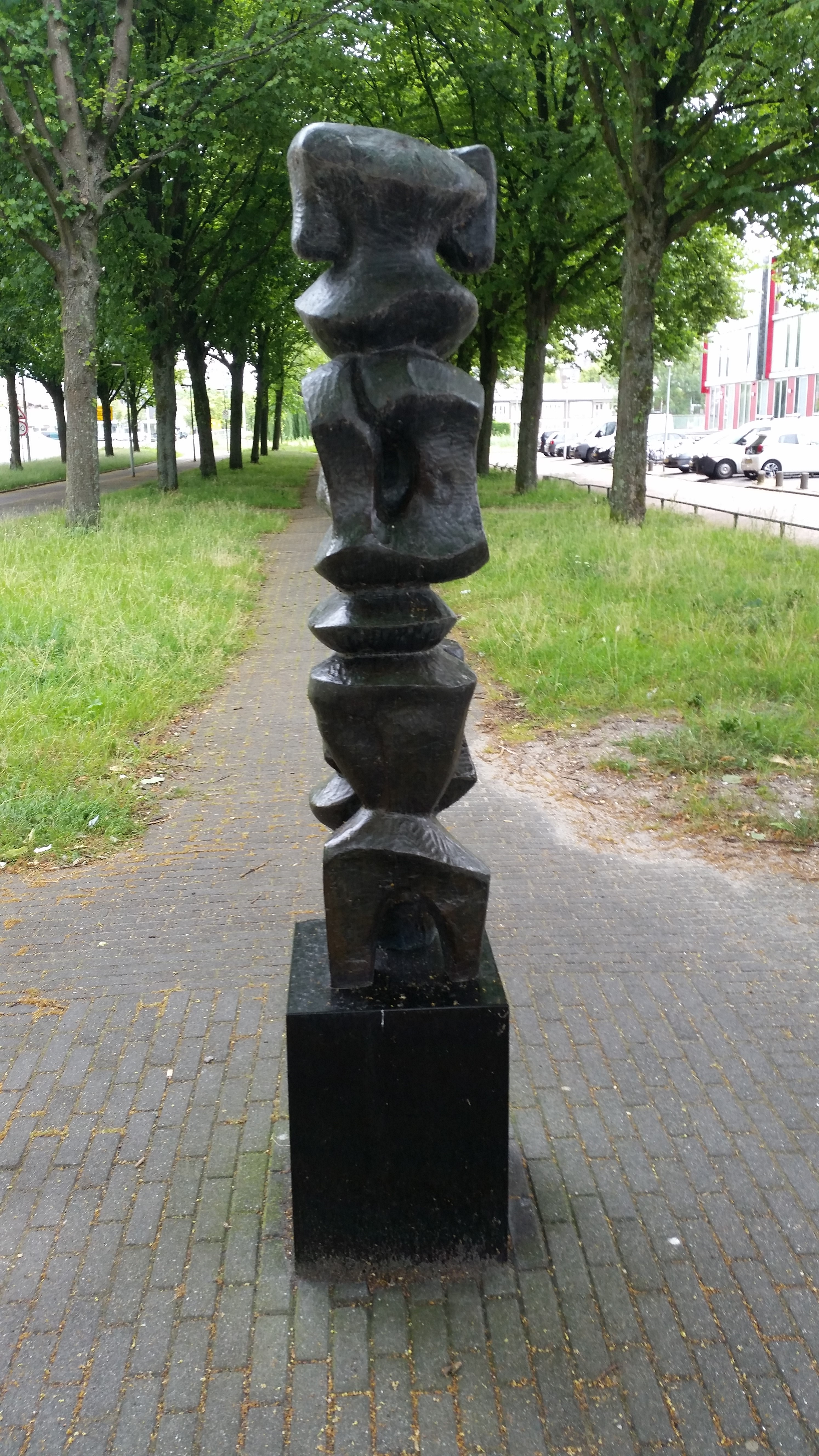
Totempaal van Rietbroek
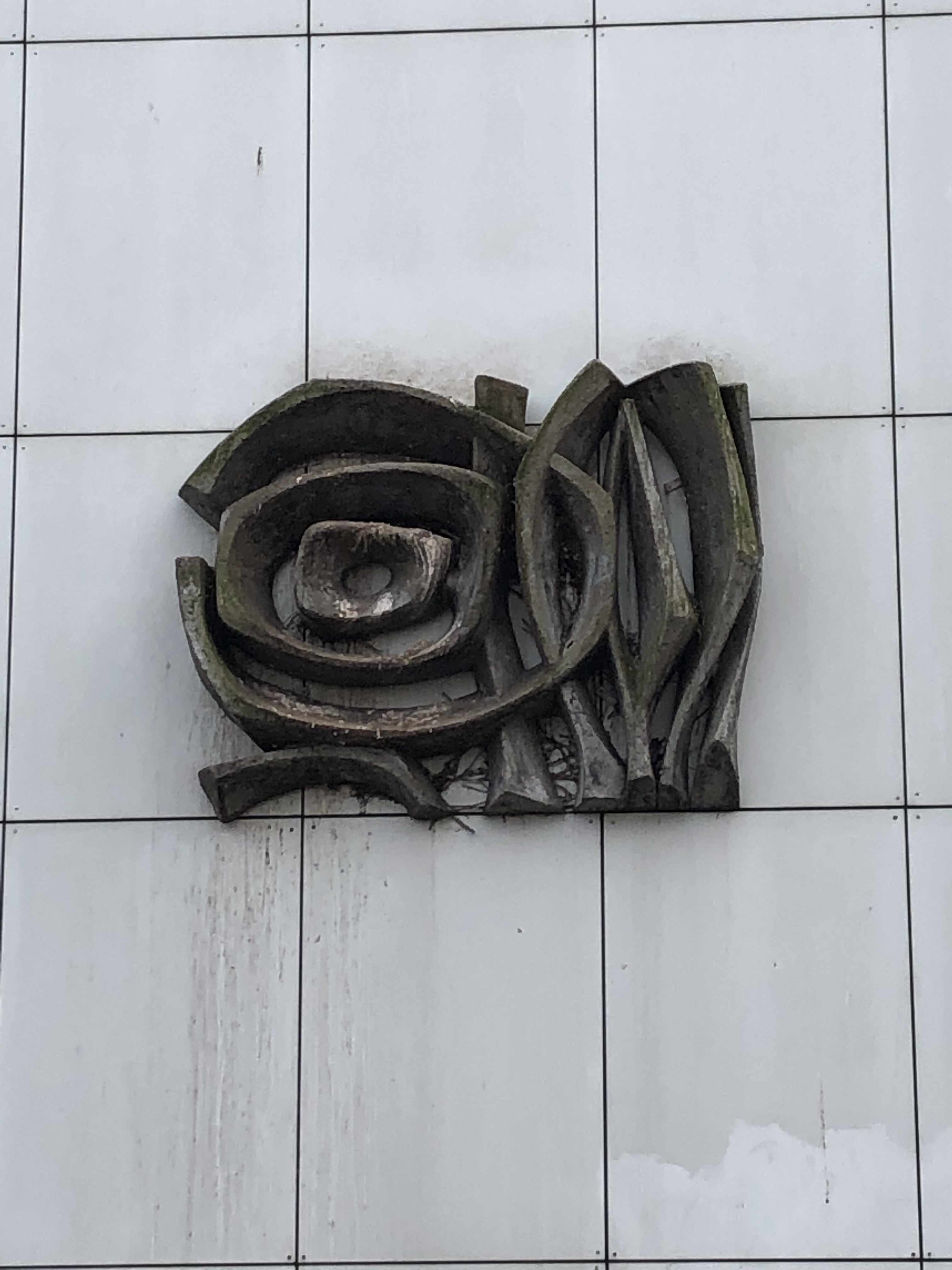
Roos, reliëf van Lies Maes